# Littérature jeunesse au Québec
On considère que la littérature jeunesse au Québec commence avec Les Aventures de Perrine et Charlot, en 1923, paru pour la première fois dans la revue L'Oiseau bleu publiée par la Société Saint-Jean-Baptiste à l'intention des jeunes Canadiens français. À cette époque, la production était plutôt frugale et les années 1920 n'ont connu que quelques titres jeunesse. Mais aujourd'hui, et depuis les années 1980, la production en littérature jeunesse au Québec explose et se diversifie. 

## L'aube de la littérature jeunesse
Avant Les Aventures de Perrine et Charlot, les ouvrages présentés à la jeunesse n'étaient pas directement destinés aux enfants ou aux adolescents. Il s'agissait plutôt d'ouvrages de la littérature pour adultes et que l'on publiait pour la jeunesse tels quels ou en les adaptant pour un public plus jeune. À la fin du XIXe siècle, apparaissent les premières collections destinées au marché scolaire. Commanditées par l’État, le Département de l’Instruction publique édite, imprime et distribue par le biais de ses inspecteurs « les ouvrages les plus représentatifs des lettres canadiennes ». Bien qu’entre 1876 et 1886 on dénombre la distribution de près de 175 000 livres aux enfants dans le cadre de récompenses scolaires, ils étaient rarement écrits à leur intention. Quelques ouvrages visaient également, mais pas exclusivement, la jeunesse, mais Les Aventures de Perrine et Charlot est considéré par la majorité des chercheurs comme le premier roman québécois dont l'intention première était de s'adresser à un jeune public. 
Une littérature intentionnelle pour la jeunesse, à cette époque, n'aurait pas été possible sans l'apport des revues pour la jeunesse qui naissent à cette époque. Ainsi, L'Oiseau bleu, née en 1920, a été le premier à publier Les Aventures de Perrine et Charlot sous forme de feuilleton. La commande en avait été faite à Marie-Claire Daveluy par le directeur de la revue, Arthur Saint-Pierre, avec l'intention : « d'écrire un roman dont les principaux personnages seraient des enfants » . 
Les quelques ouvrages publiés à cette époque se composent surtout d'adaptations de récits historiques pour les jeunes, de romans historiques, de recueils de contes, d'œuvres didactiques, religieuses ou édifiantes et on compte un bon nombre d'hagiographies adaptées pour les jeunes. Il va sans dire qu'à cette époque, c'est le clergé qui voit à la bienséance dans l'édition et qui dicte ses préoccupations aux auteurs et aux maisons d'édition, car la plupart des livres de l'époque sont distribués aux jeunes comme prix scolaires et les écoles sont alors dirigées par les communautés religieuses. Ajoutons qu'en 1925, la Loi Choquette, exige que la moitié des sommes allouées pour les prix scolaires soient consacrées à des livres canadiens. Les thèmes exploités restent plutôt conservateurs et seuls quelques titres se démarquent. On cherche d'abord et avant tout à édifier la jeunesse dans les valeurs catholiques de l'époque. 

## La guerre de 39-45
Puisque les relations entre la France et le Québec sont coupées durant la guerre, on augmente la production de livre québécois, ce qui propulse la littérature jeunesse.  
En 1940, à la suite de la capitulation de la France, le gouvernement canadien de Mackenzie King accorde le droit aux éditeurs canadiens-français de reproduire des œuvres françaises non disponibles sur le marché canadien, ce qui fait de Montréal un centre d'édition important. Les éditeurs de l'époque ajoutent, dans bien des cas,  à leur production un secteur jeunesse. Plusieurs périodiques pour la jeunesse naissent également à cette époque. On atteint, durant les années 1940, 320 titres. C'est au cours de cette période que naîtront véritablement les romans d'aventure et le livre illustré pour la jeunesse. La fin de la guerre entraînera la reprise de l'édition française et la chute de l'édition québécoise . S'ensuit une période de disette pour la production jeunesse au Québec. 

## La période Duplessis
Malgré la baisse de la production, on assiste à une explosion des genres. On retrouve des romans d'aventures, de science-fiction, fantaisistes, d'anticipation, scouts, des bibliographies, des recueils de contes, de la poésie, des récits de voyage... Des prix littéraires naissent tels que celui de l'Association canadienne d'éducation de langue française (ACELF) qui contribuent à ranimer l'édition et hausser les standards qui entourent la littérature jeunesse. Finalement, entre 1950 et 1959, 350 titres seront publiés, dont 40 le seront par Eugène Achard . 

## La Révolution tranquille
Des suites du Rapport Bouchard (publié en 1963), une loi décrète en 1971 que tous les livres scolaires doivent être achetés de librairies québécoises accréditées. D'autres mesures de facilitation sont également votées par le gouvernement. Le commerce du livre jeunesse devient alors sous le contrôle québécois. Au milieu des années 1960, de grandes maisons d'édition étrangères jugent le marché québécois assez rentable pour y établir des bureaux. 
À l'époque de la Révolution tranquille, les valeurs québécoises sont en mutation et le livre québécois pour la jeunesse suit la tendance. Par contre, c'est à cette époque que périclite la distribution de récompenses scolaires sous forme de livres, sur laquelle les éditeurs ne peuvent désormais plus compter. Ils se tournent alors vers les bibliothèques et les librairies. 
Durant les années 1970, les thèmes du nationalisme et du féminisme commencent à entrer en jeu dans la production jeunesse. Quant à la narration, on commence à voir poindre le point de vue de l'enfant dans la diégèse qui devient narrateur-personnage. On s'intéresse à ce qu'il a à raconter et il perd son statut d'être invariablement sage et bienséant. La deuxième partie des années 1970 voit remonter la production des ouvrages jeunesse d'un point de vue quantitatif. 
Les éditions Le Tamanoir (qui deviendront les éditions La Courte Échelle en 1978) essaient alors de faire sortir la production jeunesse d'une vision manichéenne et de montrer aux jeunes la complexité et la multiplicité du réel afin de bâtir leur esprit critique.

## La période contemporaine
À partir de 1980, on commence à voir pulluler les maisons d'édition entièrement consacrées à la jeunesse. Ce phénomène n'est pas étranger au fait que l'on essaie de sensibiliser les jeunes à la lecture dans le domaine de l'éducation, mais aussi dans les médias. On voit aussi naître l'animation autour du livre dans les bibliothèques et les écoles. L'album fait un boom dans l'édition et aborde tous les thèmes, du corps au monde animal, des relations garçon-fille aux notions complexes comme le temps.  Les romans à gros caractères sont un autre développement récent dans la littérature jeunesse : des livres épais mais au texte aéré qui permettent aux lecteurs novices de développer un sentiment de compétence.  

### Les romans jeunesse
Le roman jeunesse également prend son essor et se diversifie sous la forme de mini-romans pour un lectorat plus jeune, c’est-à-dire d’enfants de six à neuf ans, et de romans pour adolescents, qui connaissent un véritable avènement. On lui propose des référents connus qui l’intéresse : une histoire située au temps présent, des problématiques qui le touchent et des espaces qu’il reconnait. C'est la prolifération du roman-miroir. En 1986, Raymond Plante publie un roman qui va marquer l'an un de la nouvelle littérature pour adolescents et l'arrivée d'un nouveau genre littéraire, le roman-miroir. Le protagoniste parle au « je »et il ressemble le plus possible au lecteur cible. Il lui parle sur le ton de la confidence. Le roman-miroir lui reflète son univers comme un jeu de miroir afin qu'il se reconnaisse et l'aide à se « situer, physiquement et psychologiquement dans un monde où tout [lui] est inconnu ». 
Le roman socioréaliste pour adolescents est reconnu pour son intérêt documentaire. Il a peu de qualité littéraire. Le roman historique revient sur le devant de la scène au début des années quatre-vingt. On réimprime des classiques. Les années suivant la Révolution tranquille ont vu naître la seconde génération de romans historiques, la première génération se situant entre 1850 à 1950 . Les romans publiés s'inscrivent dans un renouveau historique et visitent des « parties historiques jusqu'ici négligées ».    

#### Les personnages des romans jeunesse
Les héros se sont affranchis de leur ancienne image d'enfants « réservés, disciplinés et dociles ». Ils ont évolué. On les découvre imaginatifs, curieux, audacieux et vulnérables. On observe, par ailleurs, une transformation du portrait psychologique des héroïnes, dû au bannissement d'anciens stéréotypes sexuels et à la libération sexuelle des femmes amorcée après mai 1968. Les auteurs et autrices dépeignent des héroïnes très affirmées et dégourdies. En revanche, les héros sont plutôt plus sensibles. Ils sont représentés de diverses façons, allant du personnage passionné, intéressé « à autre chose que lui-même », au anti-héros, mal aimé et victime des violences de son père,. Autrement dit, dans les séries de romans pour les sept et douze ans , les « stéréotypes des personnages ont été complètement inversés ». Ce sont plutôt les personnages masculins qui sont associés aux sentiments, aux émotions et qui montrent une ouverture aux autres. Aux personnages féminins, on attribue plutôt l'audace, l'humour et la force.     
Avec le roman historique revisité, de nouveaux personnages et de nouveaux lieux romanesques, autrefois négligés, apparaissent. Dans le contexte pluriethnique de l'époque, des milliers de jeunes issus de l'immigration peuvent s'y reconnaitre. Le public féminin y découvre un « contrepoids aux stéréotypes sexistes ». Des personnages qui ont confiance en l'avenir et énergiques voient le jour. Ils relèvent les défis nombreux de la vie moderne : immigration, colonisation et industrialisation.      

### Les albums jeunesse
L'édition d'albums connaît son âge d'or de 1978 à 1984, avant de connaître un déclin pendant lequel plusieurs éditeurs cessent d'en publier. La 2e moitié des années 90 voit le retour des albums. De nouvelles maisons d'édition vont mettre l'accent sur la publication de ce genre littéraire. On repense son format, sa forme et son propos. On aborde, chez Soulières éditeur, des « sujets associés à la marginalité et aux handicaps physiques, sociaux et culturels ». Les albums jeunesse se destinent à des enfants de tout âge, allant des enfants en bas âge aux adolescents. Vu comme un genre particulier par plusieurs maisons d’édition, l’album est aussi associé à plusieurs genres et sous-genres : le conte, le récit fantastique, la légende, la fable, etc.  
Dans les albums, les images ont la même importance que le texte. Les albums sont considérés comme des « livres racontés ». Les images semblent simples. Pourtant, leur interprétation requiert de nombreuses connaissances de la part du lecteur.    
Le dialogue entre le texte et l’image se déploie de deux façons. L’interaction peut être symétrique. La même histoire est alors racontée par les mots et les images. Il arrive aussi que les images servent à amplifier la signification des mots. Il s’agit alors d’une interaction de mise en relief. Les thématiques des albums jeunesse se déclinent en trois axes: l'imaginaire, la vie quotidienne et le jeu. Les albums jeunesse permettent d'aborder des sujets délicats : guerre, homosexualité et mort. 

#### Albums jeunesse et enseignement
Les albums sont reconnus pour le rôle qu'ils jouent dans le développement de la littératie chez les enfants. Ils peuvent être utilisés tant chez les jeunes enfants que chez les plus vieux. On leur reconnaît plusieurs niveaux de lecture. Au début, le lecteur se concentre sur la compréhension du texte, s'appuyant sur les images qui l'accompagnent, puis au fur et à mesure de son développement, il s'intéresse aux thèmes exploités, fait des inférences, met en lien le texte et l'image.
Les albums offrent la possibilité de développer des attitudes et des comportements socio-responsables. Quelques albums abordent les thèmes de la diversité culturelle et linguistique, des différences, du processus migratoire, du racisme et du rejet. Les lectures de certains albums, aux élèves québécois permettent de cultiver leur empathie en développant leur capacité de se mettre à la place de l'autre et de comprendre son point de vue. Les albums jeunesse peuvent favoriser une prise de conscience chez les enfants de la diversité linguistique et culturelle.   